# Palacio del Sol de Kumsusan
El Palacio del Sol de Kumsusan (en chosŏn'gŭl, 금수산태양궁전; en hancha, 錦繡山太陽宮殿; McCune-Reischauer, Kŭmsusan T'aeyang Kungjǒn), antiguamente conocido como Palacio Memorial de Kumsusan, y en algunas ocasiones como el Mausoleo de Kim Il-Sung, es una construcción localizada en el sector noreste del centro de Pionyang, la ciudad capital de la Corea del Norte, que sirve como mausoleo de Kim Il-sung, el fundador y presidente eterno de la República Popular Democrática de Corea, fallecido en 1994 el 8 de julio de ese año. En el palacio también descansan los restos de su hijo Kim Jong-il, quien lo sucedió como gobernante del país.

## Descripción

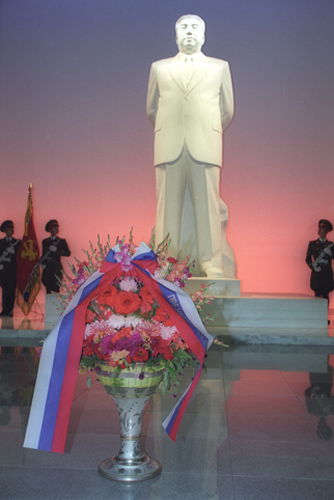
Estatua de Kim Il-sung en el interior del palacio.

Este palacio era la antigua casa de gobierno y la oficina del presidente de la República Democrática Popular de Corea y fundador, Kim Il-sung. Después del deceso de Kim Il-sung en 1994, su sucesor e hijo, Kim Jong-il, retomó la posesión del palacio, y lo renueva así como lo transforma en el último lugar de reposo de su padre. Dentro del palacio, el cuerpo embalsamado de Kim Il Sung reposa en un sarcófago translúcido, para ser visible a los visitantes.
Fue reinaugurado como su mausoleo en el primer aniversario de su muerte, el 8 de julio de 1994, pero aparte de ser su último lugar de reposo, en el mismo acto, se le nombró al fallecido como Presidente eterno de la República, como parte en la construcción y dedicatoria de este monumento. Actualmente, en este palacio, también yace el otro líder del país, su hijo, Kim Jong-il, que también fue embalsamado y expuesto junto a su padre, y, debido a esto, se ha cambiado el 16 de febrero de 2012 (septuagésimo cumpleaños de Kim Jong-il) el nombre del palacio a "Palacio del Sol de Kumsusan".
Este palacio de mármol tiene a sus alrededores 100 hectáreas de jardín botánico que posee más de mil tipos de plantas y arbustos de varios países, su entrada está muy controlada, y los turistas solamente pueden entrar con un permiso especial.

## Acceso y reglas
Se sitúa en una área asegurada por una gran escolta militar en Pionyang y solamente se permite el acceso a los turistas los jueves y domingos en tours organizados directamente por el gobierno. No se permiten tomar retratos ni fotografías. Este lugar está custodiado por una serie de guardias especiales; y se encuentra rodeado por un gran muro de protección en sus lados norte y este.
Al ingresar al edificio, los visitantes (tanto extranjeros como turistas norcoreanos) tienen que caminar sobre un dispositivo de limpieza de zapatos, se les pide que pongan todas las pertenencias personales excepto sus billeteras en un guardarropa, y se les da un boleto numerado para reclamar sus pertenencias al salir. 
Los visitantes avanzan a lo largo de una serie de largos pasillos móviles.

## Recuerdos
Las habitaciones contiguas están llenas de algunas de las posesiones de Kim Il-sung, así como de regalos y premios que recibió de todo el mundo. Aquí no hay letreros ni información en coreano. Los premios incluyen certificados de grado, solo uno de los cuales es de una universidad occidental: la Universidad de Kensington en California. (Kensington era una universidad no acreditada, típicamente considerada como una fábrica de diplomas, que luego de dos años de intentos de cerrarla, recibió la orden de cerrar por un regulador de California en 1996, reabrió el mismo año en Hawái, y disuelta por un tribunal de Hawái en 2003).